# Politische Hauptverwaltung (NVA)
Die Politische Hauptverwaltung (PHV) der Nationalen Volksarmee war eine Abteilung im Ministerium für Nationale Verteidigung der DDR. Als Führungsorganisation war die PHV für die gesamte politische Arbeit in der NVA verantwortlich und wirkte durch die ihr unterstellten Politoffiziere in die Truppe hinein. Dabei war die PHV sowohl in die militärische Hierarchie der NVA als auch in die Parteihierarchie der SED eingebunden, um die „führende Rolle der kommunistischen Partei“ innerhalb des Militärs durchzusetzen. Die PHV hatte ihren Sitz in Strausberg bei Berlin.

## Geschichte
Die Politische Verwaltung wurde 1956 gleichzeitig mit der Gründung der NVA gebildet. Grundlage war der Befehl Nr. 2/56 des Ministers für Nationale Verteidigung. Schon in der Kasernierten Volkspolizei als Vorläuferorganisation der NVA gab es eine ähnliche Organisation.
Im Oktober 1961 wurde die Politische Verwaltung auf Befehl des Ministers Nr. 82/61 in die Politische Hauptverwaltung (PHV) umgewandelt. Dies erfolgte kurz vor der Einführung der Wehrpflicht in der DDR und der damit einhergehenden Umorganisation und Erweiterung der NVA. Die Umwandlung zur Hauptverwaltung war keine reine Kosmetik, sondern ermöglichte zum Beispiel die Ernennung der PHV-Chefs zu Generalen. Der Apparat wurde weiter ausgebaut.
Im Zuge der friedlichen Revolution in der DDR und der begonnenen Militärreform war die Beendigung der Macht der SED (und des MfS) über die NVA eine der politischen Forderungen von Bürgerrechtlern und neugegründeten Parteien. Entsprechend wurden die PHV und alle anderen Politorgane in der NVA mit Befehl Nr. 6/90 des Ministers für Nationale Verteidigung vom 16. Januar 1990 aufgelöst, die Auflösung trat bis zum 15. Februar 1990 in Kraft. Die Verantwortung über die „staatsbürgerliche Arbeit“ ging auf die Truppenkommandeure über. Im Ministerium für Nationale Verteidigung wurde dazu die Organisation „Chef staatsbürgerliche Arbeit“ gegründet, die am 8. August 1990 wieder eingestellt wurde.

## Organisation
Der Chef der PV war als Stellvertreter für die Politische Arbeit dem Minister für Nationale Verteidigung direkt unterstellt. In seiner parteipolitischen Tätigkeit unterstand er dem Zentralkomitee der SED, dessen Mitglied er war. Die PHV hatte innerhalb der SED den Status einer Bezirksorganisation. Seit Gründung des Nationalen Verteidigungsrats (NVR) 1960 waren die Chefs der PHV immer auch NVR-Mitglieder. Diese Doppelstellung bei Wahrung des Primats der SED zog sich durch alle Kommandoebenen: Politoffiziere waren als “Stellvertreter des Kommandeurs für politische Arbeit” dem jeweiligen Kommandeur zwar formal unterstellt, berichteten jedoch auch an das nächsthöhere Politorgan. Die PHV als oberste Ebene gehörte organisatorisch zum Ministerium, unterstand aber dem Zentralkomitee. Somit waren alle „Politorgane“ in der NVA bis hoch zur PHV ein Teil des Parteiapparates der SED.
Der Chef der PHV hatte seinerseits einen Stellvertreter für ideologische Arbeit und einen Stellvertreter für die Organisation der Politischen Arbeit, die jeweils entsprechende Verwaltungen und Abteilungen führten – unter anderem für Propaganda und Agitation, für kulturpolitische Arbeit und für Publikationen und Öffentlichkeitsarbeit. Die PHV führte so direkt die Redaktionen der Wochenzeitung Volksarmee und den Militärverlag.
1957 hatte die PHV eine Personalstärke von 86 Politoffizieren, während in der gesamten NVA etwas über 3.000 Politoffiziere tätig waren.

## Personen
Chefs der Politischen Hauptverwaltung waren:
- Friedrich Dickel, 1. März 1956 bis 24. August 1956
- Gottfried Grünberg, 25. August 1956 bis 27. November 1957
- Rudolf Dölling, 28. November 1957 bis 31. Juli 1959
- Waldemar Verner, 1. August 1959 bis 31. Dezember 1978
- Heinz Keßler, 10. Januar 1979 bis 2. Dezember 1985
- Horst Brünner, 10. Dezember 1985 bis 31. Dezember 1989